# I. Szulajmán perzsa sah

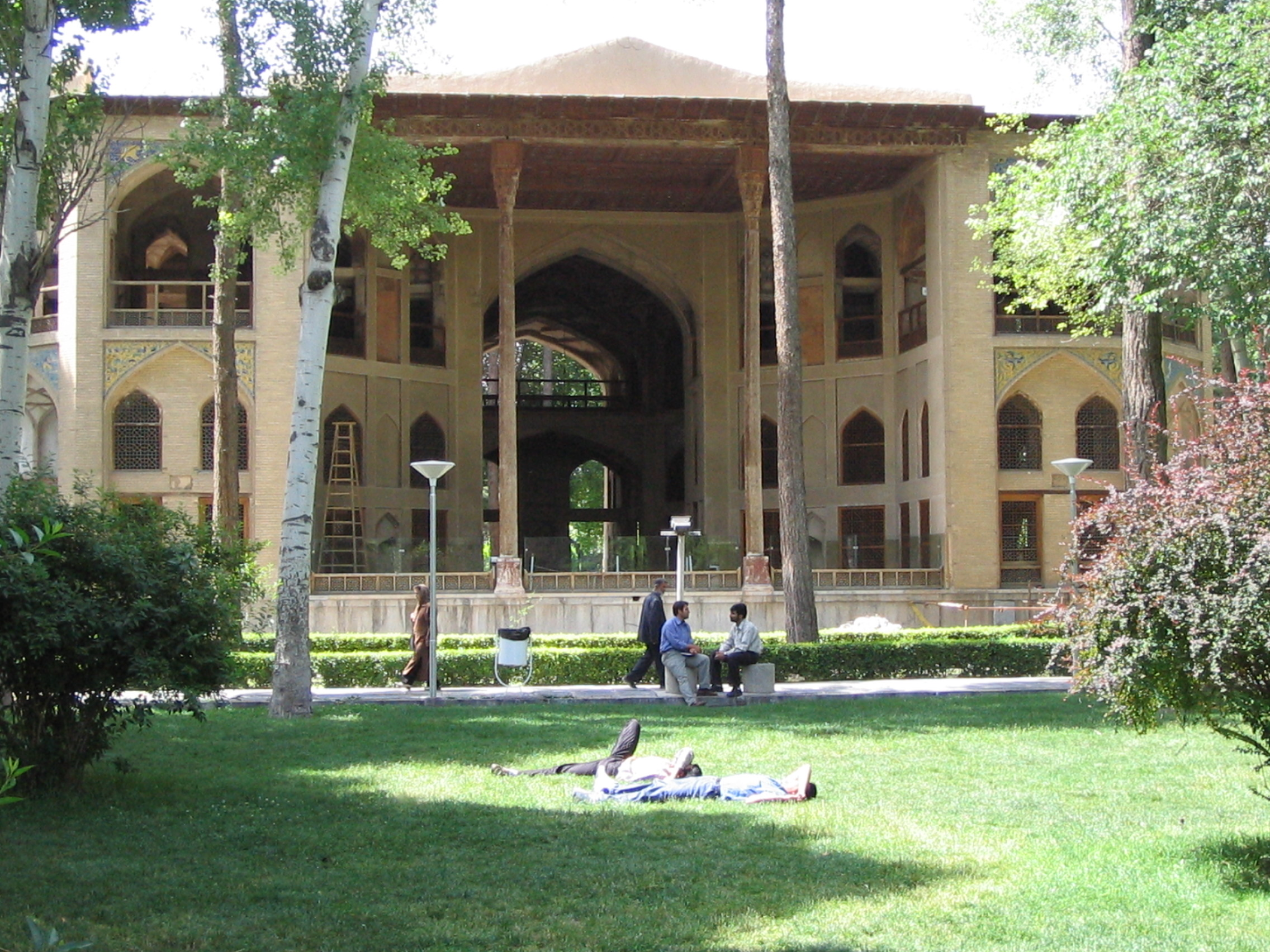
Az iszfaháni Nyolc Paradicsom palota

I. Szulajmán, korábban II. Szafi, modern perzsa kiejtéssel Szolajmán Szafi (1647 – Iszfahán, 1694. július 29.) II. Abbász sah fia, Perzsia sahja (uralkodott 1666. november 1-étől haláláig), a Szafavida-dinasztia tagja volt.

## Élete
Apja 1666. szeptember 25-én bekövetkezett halálakor örökölte a trónt tizenkilenc évesen, október 2-án koronázták meg II. Szafi néven. Két év múlva, 1668. március 20-án ismét megkoronázták Iszfahánban, ezúttal azonban Szulajmán néven, amire még a perzsa dinasztia történetében nem volt példa. Viszonylag hosszú uralkodása alatt visszavonult a közügyektől, alkoholizmusba és a hárem örömeibe merült. Szulajmán sah korának máig látható emléke a Hast Behest-palota, azaz a Nyolc Paradicsom palota Iszfahánban, amely háremének adott otthont, és ahol a sah hosszú éveket töltött elvonultságban. Uralkodása alatt drasztikusan csökkent a perzsa pénzverés volumene a kibontakozó nemesfémhiánynak köszönhetően. Külpolitikája sem volt aktív, Irán csak néhány kisebb türkmén betörésnek volt kitéve Horászánban. Fővárosában halt meg, és a síita egyházi központban, Gomban temették el.

## Utódai
Hét fiáról és négy lányáról tudunk. Halála után a palotabeli eunuchok emelték trónra a hasonlóképpen visszavonult életet élő Szultán Huszajn nevű fiát, akit 1722-ben megbuktattak a gilzaj afgánok. Mahmúd Hutákí 1725. február 8-án lemészároltatta Szultán Huszajn minden fivérét, utódja, Asraf kán pedig magával Huszajnnal végzett 1726-ban. I. Szulajmán egyik lányától származó két dédunokája, Ahmad és Szulajmán később trónkövetelőként lépett fel.

## Külső hivatkozások
- Christopher Buyers: The Royal Ark/Persia/Safawi Dynasty